# Santa Maria della Concezione dei Cappuccini
Santa Maria della Concezione dei Cappuccini (på svenska ungefär (Den obefläckade avlelsens Jungfru Maria av kapucinerna), även benämnd Santa Maria Immacolata in Via Veneto, är en katolsk kyrkobyggnad i Rom som administreras av kapucinorden. Den är belägen vid Via Veneto i närheten av Piazza Barberini. Kyrkan byggdes på uppdrag av påve Urban VIII, vars bror Antonio Barberini var kapucinmunk. Den är mest berömd för sitt ossuarium. Ett ossuarium är ett rum, en urna eller en sarkofag, som innehåller ben efter en avliden. I kryptan under kyrkan har de dödas ben anordnats i konstfulla mönster och tematiska arrangemang.
Kyrkan är belägen i Rione Ludovisi och tillhör församlingen San Camillo de Lellis.

## Interiör
Kyrkan ritades av Antonio Casoni och kapucinbrodern Michele da Bergamo. Den första stenen lades den 4 oktober 1626 och den första mässan firades den 8 september 1630. Längs mittskeppet finns tio sidokapell, fem på var sida. Kapucinerkyrkor saknar mittgång och det gör även denna kyrka. Varje sidokapell är stängt med trägrindar. Högaltaret, placerat i koret, är det enda altaret som är utfört i marmor, i enlighet med påven Urban VIII:s önskan. Hans vapensköld kan ses på sockeln på de två kolonnerna. I det första sidokapellet på höger hand vilar fader Mariano da Torino som dog 1972. Han var en känd italiensk TV-präst och munkarna har inlett processen att få honom kanoniserad.

## Kryptan och ossuariet
Kyrkan är mest känd för sin krypta med ossuariet som är belägen under kyrkan till höger. När munkarna flyttade från det föregående klostret, Santa Croce e San Bonaventura dei Lucchesi vid Fontana di Trevi, till Via Veneto tog man med sig stoften från kyrkogården från det kloster man lämnade. Det var från en kyrkogård anlagd under tidigt 1500-tal. Dessa ben placerades i kryptans olika kammare så att de bildade olika scener. Från 1630 fram till 1870 begravde munkarna sina bröder under kyrkan och den fungerade också som fattigkyrkogård. Under tiden kompletterade munkarna med ben från dessa begravningar och kompletterade scenerna i kryptan. Benen plockades fram efter att de varit begravna i 30 år, och ersattes med nya avlidna.
Så småningom utvecklade det sig till sex stycken kapell där benen arrangerades enligt olika teman i fem av dem. Dessa innehåller ben från åtminstone 4 000 munkar och okända rombor, varav de senare begravts under kyrkan. Benen är arrangerade så att de skapar föreställande mönster, till exempel lie och timglas, eller abstrakta mönster. En del hela skelett är klädda i munkkåpor. Syftet sammanfattas med devisen, ett memento mori, som finns skrivet i ett av kapellen på tre språk och lyder: Vad du är nu, var vi en gång; det vi är nu, skall du bli.
År 1870 förbjöds begravningar i eller under kyrkor i Rom.

### Uppståndelsens krypta
På den bakre väggen skapar olika skelettdelar en bild på hur Jesus uppväcker Lasarus från de döda.

### Mässkapellet
Mässkapellet är det enda området som är fritt från ben. Det anges vara en plats för bön och gudstjänst så att de döda kan slippa skärselden och istället komma till paradiset. Det illustreras av altartavlan där Jungfru Maria med Jesusbarnet kan ses bjuda in de heliga Felix av Cantalice, Franciscus av Assisi, Antonius av Padua samt en ängel att befria själarna ur skärselden. I den vänstra väggen förvaras Maria Felice Perettis (1603–1650) hjärta. Hon var syskonbarnbarn till påven Sixtus V och hängiven kapucinorden.

### Skallarnas krypta
Centralt på den bakre väggen är benen arrangerade som ett timglas med vingar. Vingarna utgörs av skulderblad och timglaset är uppbyggt av andra ben. Nedanför dessa står tre skelett med munkkädsel och i två nischer uppbyggda av skelettdelar på var sida vilar två skelett, också de påklädda. I taket är tre stora blommor avbildade och i korridorens tak hänger en lanterna från en åttauddig stjärna. En bevingad dödskalle, med vingarna gjorda av skulderblad, sitter ovanför passagen till nästa kapell.

### Bäckenbenens krypta
I mitten bildar sju skulderblad en ros, på sidorna finns kors med lansen och svampen från passionshistorien. På sidorna finns två munkklädda skelett stående i nischer uppbyggda av ben. Mot den bakre väggen finns två stående skelett och ett liggande på en baldakin byggd av bäckenben.

### Underbenens och lårbenens krypta
Längs sidorna står tre munkklädda skelett i nischer. På den bakre väggen syns franciskanernas vapensköld, den helige Franciscus munkkåpebeklädda arm som korsar Jesu nakna arm. I det här kapellet utgörs den klädda armen skelettdelarna av en arm och den nakna armen är en mumifierad arm.

### De tre skelettens krypta
Mot den inre väggen står två barnskelett med varsin bevingad skalle. I taket sitter ett skelett, tillhörande en Barberini-prinsessa som avled som barn, inneslutet av en gloria, symbolen för ett liv som blir fött. I den ena handen har det en lie, symbol för döden och i den andra vågskålarna i vilken de goda gärningarna vägs mot de onda.

## Bilder
| - HIC IACET PVLVIS CINIS ET NIHIL, (”Här vilar stoft, aska och intet”), Antonio Barberinis gravsten. - Ärkeängeln Mikael av Guido Reni (omkring 1636). - Gravmonument över Alexander Sobieski av Camillo Rusconi. - Bakre väggen i Skallarnas krypta. - Sidoväggen i Skallarnas krypta. |